# Leskeodon brevicuspidatus
Leskeodon brevicuspidatus là một loài rêu trong họ Daltoniaceae. Loài này được E.B. Bartram B.C. Tan & H. Rob. mô tả khoa học đầu tiên năm 1990.